# 기마누엘 드 오멩크리스토
기마누엘 드 오멩크리스토(프랑스어: Guy-Manuel de Homem-Christo, 1974년 2월 8일 ~ )는 프랑스의 음악가로, 토마 방갈테르와 다프트 펑크로 활동했다.